# Overcooked
《Overcooked》는 고스트 타운 게임스가 개발하고 팀17이 배급한 요리 시뮬레이션 게임이다. Overcooked는 출시 후 긍정적인 평가를 받았으며, 제13회 영국 아카데미 게임상에서 4개 상 후보에 올랐으며 최우수 영국 게임상과 최우수 가족 게임상을 수상하였다. 속편인 《Overcooked 2》는 2018년 8월에 공개되었다.